# Ернст-Август Ракі
Ернст-Август Ракі (нім. Ernst-August Racky; 1 вересня 1919, Вісбаден — 1 вересня 1982) — німецький офіцер-підводник, оберлейтенант-цур-зее крігсмаріне.

## Біографія
1 жовтня 1938 року вступив на флот. З травня 1941 року — 2-й вахтовий офіцер на підводному човні U-573. 1 травня 1942 року U-573 був важко пошкоджений глибинними бомбами британського бомбардувальника «Хадсон». 1 член екіпажу загинув, 43 (включаючи Ракі) вціліли. Наступного дня човен прибув в Картахену і був інтернований іспанською владою. В березні 1943 року Ракі повернувся в Німеччину і пройшов курс командира човна. З 1 квітня по 22 жовтня 1943 року — командир U-52, з 27 жовтня 1943 по 15 жовтня 1944 року — U-429, з 23 грудня 1944 по 3 травня 1945 року — U-3019.

## Звання
- Кандидат в офіцери (1 жовтня 1938)
- Морський кадет (1 липня 1939)
- Фенріх-цур-зее (1 грудня 1939)
- Оберфенріх-цур-зее (1 серпня 1940)
- Лейтенант-цур-зее (1 квітня 1941)
- Оберлейтенант-цур-зее (1 січня 1943)